# Arachnomyces nodosetosus
Arachnomyces nodosetosus är en svampart som beskrevs av Sigler & S.P. Abbott 1994. Arachnomyces nodosetosus ingår i släktet Arachnomyces och familjen Arachnomycetaceae.   Inga underarter finns listade i Catalogue of Life.